# Taeniodera sakaii
Taeniodera sakaii är en skalbaggsart som beskrevs av Franz Antoine 2000. Taeniodera sakaii ingår i släktet Taeniodera och familjen Cetoniidae. Inga underarter finns listade i Catalogue of Life.